# Erich Zeisl

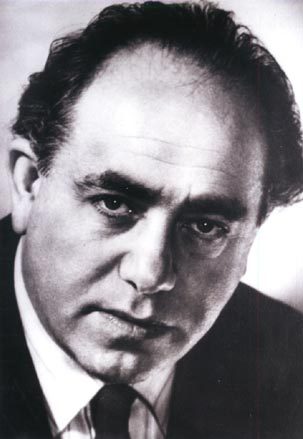
Erich Zeisl

Erich Zeisl (* 18. Mai 1905 in Wien, Österreich-Ungarn; † 18. Februar 1959 in Los Angeles) war ein austroamerikanischer Komponist und Musikpädagoge jüdischer Herkunft.

## Leben und Werk
Geboren als Sohn des Wiener Kaffeehausbesitzers Sigmund Zeisl (Cafés Tegetthoff in der Heinestraße 42) erhielt er trotz des anfänglichen Widerstandes seiner Eltern gegenüber seinen musikalischen Neigungen 14-jährig privaten Musikunterricht. 1919 begann er seine Ausbildung an der Wiener Musikakademie, die er 1932 abschloss. Seine Lehrer hier waren Joseph Marx sowie Hugo Kauder. Während seines Studiums begann Zeisl zu komponieren. Zwischen 1922 und 1929 entstanden 26 Lieder, drei Klaviertrios, eine Suite für Violine und Klavier, eine Klaviersuite, ein Lied für Bariton und Orchester, die Orchestersuite zum Ballett Pierrot in der Flasche sowie die einaktige Oper Die Sünde. Zeisls Lieder stehen in der Tradition von Beethoven, Schubert und Hugo Wolf.
Nach Beendigung seiner Ausbildung wirkte er anfangs als Lehrer für Klavier. Parallel dazu komponierte er; erste Erfolge als Komponist ließen allerdings auf sich warten. Nach dem „Anschluss“ Österreichs an das Deutsche Reich wurden alle Aufführungen von Zeisls Werken abgesagt, er zum „Volljuden“ erklärt und einige Familienmitglieder von der Gestapo verhaftet. 1938 emigrierte Zeisl nach Paris. Im September 1939 ließ sich Zeisl in den USA nieder (siehe Hans Kafka und Erich Zeisl). In Hollywood schrieb er einige Auftragswerke für Filmproduktionen; der Erfolg als Komponist blieb ihm jedoch versagt. Er übernahm daher verschiedene Stellungen als Lehrer für Musik, erst an der Southern California Music School, später am Los Angeles City College.
Von seiner 1923–1924 entstandenen Suite für Klaviertrio op. 8 erstreckt sich der Bogen bis hin zum Trio für Flöte, Viola und Harfe, das er zwei Jahre vor seinem Tode schrieb. Auffallend ist, dass der Komponist nur eine geringe kompositorische Entwicklung durchgemacht hat. Allenfalls lässt sich im Spätwerk, dem auch das Streichquartett Nr. 2 (1952/53) zuzurechnen ist, ein verstärktes kontrapunktisches Interesse feststellen. Seine Werke legen Zeugnis ab von einer handwerklichen Versiertheit und es ist der durchaus eigenständige, oft schwermütig-resignative Tonfall, der ihnen Eigenständigkeit verleiht.
Sein kompositorisches Schaffen umfasst hauptsächlich Lieder, deren Zahl in die Hunderte geht, Ballette, Kammermusik sowie Chormusik und Opern. In der Weiterentwicklung des Kunstliedes sah er sich vor allem in der Tradition von Beethoven, Franz Schubert und Hugo Wolf. Als bekannteste Interpreten seiner Lieder sind Hans Duhan, Alexander Kipnis sowie Tatiana Menotti anzusehen.
Eine anlässlich des Zeisl-Jahres 2005 erschienene Biografie Fremd bin ich ausgezogen von Karin Wagner gibt Aufschluss über sein Leben und Wirken.
Zeisls Tochter Barbara (* 1940) heiratete den Juristen Ronald Schoenberg (* 1937), einen Sohn des gleichermaßen emigrierten Arnold Schönberg. Deren Sohn Eric Randol Schoenberg wurde ebenfalls Jurist.

## Werke
Lieder
- Liebeslied
- Mondbilder (Texte: Christian Morgenstern)
- Harlemer Nachtlied für Sopran, Tenor und Chor

Ballette
- Pierrot in der Flasche
- Uranium 235
- Naboths Weinberg
- Jakob und Rahel

Chöre
- Afrika singt

Orchesterwerke, Konzerte
- Klavierkonzert C-Dur
- Requiem Concertante
- Requiem Ebraico (Psalm 92)
- Scherzo und Fuge für Streichorchester
- Passacaglia-Fantasie für Orchester
- November: Six Sketches for Chamber Orchestra
- Kleine Symphonie nach Bildern der Roswitha Bitterlich
- Concerto grosso for 'Cello and Orchestra

Opern
- Leonce und Lena[6]
- Hiob (unvollendet)

- Streichquartett Nr. 2 in d-Moll

Sonaten
- Brandeis-Sonate für Violine
- Sonate für Viola und Piano, a-Moll (1950)
- Sonate für Cello und Klavier
- Trio für Flöte, Viola und Harfe

## Diskografie
Im „Zeisl-Jahr“ 2005 erschien bei cpo eine CD mit 28 Liedern (Wolfgang Holzmair, Bariton / Cord Garben, Klavier) und beim österreichischen Rundfunk (ORF CD 419) eine CD mit 25 Liedern (Adrian Eröd, Bariton / Eva Mark-Mühlher, Klavier).
2007 erschien bei cpo eine Aufnahme von Zeisls Klavierkonzert C-Dur und der Suite aus dem Ballett Pierrot in der Flasche.
2013 erschien bei Yarlung eine Einspielung mehrerer Werke (Kleine Symphonie nach Bildern der Roswitha Bitterlich, November: Six Sketches for Chamber Orchestra, Concerto grosso für Cello and Orchestra) (UCLA Philharmonia/Neal Stulberg). Im Jänner 2021 erschien die CD „EXODUS – The Men Who Shaped Hollywood“ von Johannes Fleischmann bei Odradek Records mit Werken von Erich Zeisl und Erich Wolfgang Korngold. 2022 erschien die CD Weich küsst die Zweige der weiße Mond: Lieder von Erich Zeisl (Gesang: Ulf Bästlein, Klavier: Charles Spencer).

## Dokumentarfilm
- Eric(h) Zeisl – Ein unvollendetes Leben, Österreich 2012/13, Regie: Herbert Krill